# 大西洋 (実業家)
大西 洋（おおにし ひろし、1955年〈昭和30年〉6月13日 - ）は、日本の実業家。三越伊勢丹ホールディングス社長。ほか日本空港ビルデング副社長、羽田未来総合研究所社長 、日本百貨店協会会長。

## 人物・来歴
東京都生まれ。桐蔭学園中学校、麻布高等学校、1979年に慶應義塾大学商学部卒業後、伊勢丹入社。

### 学生時代
大西は学生時代、当時成長産業だったファミリーレストラン業界に関心があり、三越伊勢丹の社長になった後もファミリーレストランくらいの規模で店長をやれば、全体に目が届いてサービスが徹底できると考えていた。
慶應義塾大学時代はゴルフやボウリングなど複数のクラブを掛け持ちし、家庭教師のアルバイトで稼いでいた。クラブの中では「六大学競馬リーグ」に熱中し「スポーツニッポン」に予想記事を書いていたので、同社に入社しようと考えていた。
しかし、その年は募集が無かったので入社できず、競馬つながりで日本中央競馬会（JRA）やマスコミつながりでフジテレビなどに履歴書を送った。Aが７つと悲惨な成績で、ゼミにも入れない成績不振の大西はいずれも書類選考で不合格となった。そこで、母親の知り合いの紹介で大和銀行と、幼少期の思い出があるロイヤルホストを受験し、この2社は合格した。ところが、大和銀行は大阪・堺筋本町（備後町）、ロイヤルホストは福岡に本社があったが、東京で生まれ育った大西は東京を離れる決断ができないでいた。
そんな大西に、顧客に接したいなら伊勢丹はロイヤルホスト以上に労働条件が良いと言う知人の勧めもあり、当時週休二日制を採用していた伊勢丹を受験し、合格。もともと百貨店志望だったわけではないが、東京を離れたくないので伊勢丹に入社した。

### 伊勢丹時代
伊勢丹時代は、紳士服の販売員からキャリアをスタートした。1982年（昭和57年）4月にアシスタントバイヤー、1985年（昭和60年）4月には店舗開発の部署に行き、プロジェクト開発や店舗開発を担当した。この際、初めてできた部下の女性は流行の店に関する知識が豊富だったため、そうした知識がなかった大西はカルチャーショックを受け、外に出て情報収集をするようになった。
店舗開発では吉祥寺の新店舗の開発を担当していたが地権者1名の反対で断念し、以降は店舗開発担当として郊外の店舗を回っていた。当時、千葉や北千住への出店が模索されていたが、営業と切り離されていた仕事に違和感を感じた。
現場に戻りたいと異動願を出したところ、30歳付近には社長直轄の企画に参加し、マレーシアの出店に関与した。現地法人の社長が紳士服時代の上司であり、彼の計らいだったという。
2003年、紳士営業部長として伊勢丹新宿本店の「男の新館」を「メンズ館」にリモデルしオープン。ブランドの仕切りを取払い、共通空間に展開する売場デザインを実現し、成功させた。
営業本部ＭＤ統括部紳士服・洋品営業部商品担当長兼支店担当長・洋品営業部長・紳士第一営業部長、執行役員経営企画部総合企画担当長、執行役員営業本部立川店長兼立川店営業統括部長、常務執行役員、三越常務執行役員百貨店事業本部ＭＤ統括部長などを経て、09年6月代表取締役社長執行役員に就任。
12年2月に三越伊勢丹ホールディングズ社長、三越伊勢丹社長に就任。17年4月退任。
三越伊勢丹ホールディングスの社長就任後は仕入れ構造改革に力を入れ、PB開発、小型店の積極出店や、中国人観光客の急増にも目をつけ、中国カード（銀聯カード）の利用をいち早く可能にしたり、旅行や飲食、婚礼など事業拡大にも積極的に取り組んだ。利益率の高い独自商品を15％まで拡大するなどして売上高を伸ばし、13年度は過去最高となる346億円の連結営業利益を上げ、過去最高の時価総額を叩き出した。
ネットの影響や生活者の価値観の変化から縮小を続ける百貨店業界構造が崩れつつある中で、果敢に新しい取り組みに挑戦し、10年先を見据えた取り組みには手を緩めず、不確実な未来に対し「攻め」の姿勢を崩さない経営哲学は、百貨店業界、メディア、経済界、アナリスト、取組み先、客から評価を受け「ミスター百貨店」と呼ばれていた。

### 座右の銘
座右の銘は「夫子（孔子）の道は、忠恕のみ」。

### 羽田未来総合研究所
現在は日本空港ビルデング副社長、羽田未来総合研究所社長を務める。
羽田未来総合研究所は、羽田空港旅客ターミナルを運営する日本空港ビルデングのグループ会社。羽田のポテンシャルを生かして新たなビジネスを創造することをミッションとし、将来的に日本空港ビルデングの事業ポートフォリオの一翼を担うような新規事業を生み出すことを目指す。
地方創生に関わる事業として自治体や中小企業のブランディングなどを手掛け、大型施設の開発や街づくりなどのプロデュースやコンサルティングを行なっている。
地方には、その地域の生活文化から生まれた伝統技術が数多くあり、それらを産業化し、輸出産業に発展させることが地方創生の実現のみならず、これから日本が生きる道の創造につながりであ李、これから先の日本経済を考えた時、成長を目指して真正面から米国や中国と戦うことは難しいが、日本のアートと文化を活用することが大事だと考えている。

## 著書
- 『三越伊勢丹ブランド力の神髄』（PHP新書）[17]
- 『三越伊勢丹 モノづくりの哲学 新たな挑戦はすべて「現場」から始まる』[18]（PHP新書）
- 『常に革新を生み続ける三越伊勢丹の秘密 』[19]

## 出演番組
羽田空港から日本の魅力を世界へ発信「羽田土曜会～ニッポンを元気にする地方の星～」BSテレ東